# 聖道兒童之家
台北市私立基督教聖道兒童之家是台北市北投區頂八仙地區的一所育幼院，位於承德路七段、公館路交岔口，鄰近中央南路二段、大業路。靠近大同公司、立農公園、台北市立立農國民小學、捷運唭哩岸站。

## 關於聖道兒童之家
1961年2月本院遷至天母改名聖道兒童之家，創辦人計志文與沈保羅牧師。
聖道兒童之家原址士林區天母地區，處於天母東路，鄰近中山北路七段、中山北路六段交岔口。旁有台北美國學校，鄰近台北日僑學校。原址院內有寧靜的小操場、大樹的周圍、教堂的建築、院童的宿舍。土地總面積約1700坪。
現任院長張培士女士任內院童人數有三十餘位，前任院長傅碧霞女士任內院童數高達一百三十餘位，兒家附設「思恩幼稚園」，已結束運作。
2009年2月初中國佈道會天母感恩堂遷出天母原址，分成天母感恩堂（位於台北市北投區明德路161號）及天母福音堂（位於台北市士林區中山北路七段18號6樓3）兩個堂會。
2009年4月底兒家遷入位於台北市北投區承德路七段中南海大廈F1~2樓新院址。
2010年1月聖道兒童之家天母原址標售，底價新臺幣49.7億元，由世邦魏理仕辦理標售。

### 現況
聖道兒童之家財政等由聖道共同管委員會管理。聖道兒童之家經過四年與中佈會董事會的溝通，決議為聖道兒家購置新院舍，並將成立「財團法人基督教聖道兒少福利基金會」，推廣更符合現代社會需求的兒童關懷事工。

### 爭議
1961年，聖道兒童之家，遷至天母院區時，係由當地農民等善心人士捐地及創辦人沈保羅牧師募款興建，並在房契、地契之中註明了，專為孤兒所用，指明不能挪作其他用途，而中國佈道會在興建過程中並無參與。之後，聖道兒童之家為了免稅，遂把兒童之家與創辦人的各教會，一起登記在財團法人的中國佈道會名下，產權就信託在財團法人之下。1998年，中佈會董事會改組過後，開始對反對賣地的聖道兒童之家董事長章民強先生及院長傅碧霞女士提出侵占官司訴訟。官司纏訟了五、六年，在2003年，時任院長傅碧霞女士，在以「永不變賣孤兒的地」為前提及五位牧師的見證之下，讓聖道兒童之家接受共同管理委員會管理，並同意中國佈道會的「聘任新院長」及「產權移轉」等等條件，與中國佈道會達成和解。1991年，中國佈道會董事長王其榮長老，允諾專為孤兒募款的聖道兒童基金會無償且永久使用天母原址，但在和解的條件之中，卻提出聖道兒童基金會必須遷出天母永久地址。

## 歷史
- 1948年2月中國佈道會於上海沪北江灣區設立容納300多位孤兒之「聖道兒童之家」育幼院。

- 1952年2月由創辦人計志文牧師親自獻堂典禮，台中太平路舊禮拜堂改為孤兒院，取名「福幼園」，收容兒童40餘人。

- 1961年2月育幼院由台中遷至台北天母，福幼園改名為「聖道兒童之家」。

- 1967年成立聖道兒童之家董事會。

- 1970年創辦人計志文牧師請托傅碧霞女士擔任院長。

- 1976年7月禮拜堂擴充修整竣工，命名「天母感恩堂」並對外開放聚會。

- 1976年創辦人計志文牧師、院長傅碧霞女士創立「思恩幼稚園」。

- 1983年創辦人計志文牧師正式退休返美。

- 1985年太平洋建設總裁章民強擔任董事長。

- 1985年2月創辦人計志文牧師逝世。

- 1985年3月志文樓舉行動土奠基典禮。

- 1985年11月推展認養院童計畫。

- 1987年6月志文樓落成，並舉行奉獻感恩崇拜。

- 1991年成立「聖道兒童基金會」。

- 1998年6月中國佈道會控告院長傅碧霞女士刑事日期。

- 1999年3月聖道兒童之家與中國佈道會信託官司開庭。

- 2000年3月民事信託官司因法律程序原因而裁定駁回，已請律師抗告上訴。

- 2000年11月聖道兒童之家四十週年慶感恩活動。

- 2001年5月法院首次宣判不予起訴日期。

- 2002年5月聖道基金會為聖道兒童之家圍牆重建舉辦音樂義賣會。

- 2002年6月聖道圍牆動工。

- 2002年9月圍牆完工。

- 2003年12月舉行全家感恩聚會。

- 2003年11月法院再次終結宣判不予起訴日期。(最後法院以雙方和解「土地、產權狀產權等為中國佈道會所有」、「成立共同管理委員會」、「請聘新院長」等和議條件)。

- 2003年成立聖道兒童之家共同管理委員會、聖道兒童之家與財團法人基督教中國佈道會，各派五位委員組成。委員會主席由寇紹恩牧師擔任。聖道兒童之家董事會解散。

- 2004年3月聖道基金會搬遷松江路現址。

- 2004年5月傅碧霞院長女士退休，並推展聖道基金會工作。由聖道基金會董事長張培士女士擔任院長。

- 2008年聖道兒童之家經過四年與中佈會董事會的溝通，達成共識，決議為聖道兒家購置院舍，並將成立「財團法人聖道兒少社會福利基金會」。

- 2008年11月底聖道兒童之家購置的北投新址整修完工。

- 2009年2月初中國佈道會天母感恩堂遷出天母原址，分成天母感恩堂（位於台北市北投區明德路161號）及天母福音堂（位於台北市士林區中山北路七段18號6樓3）兩個堂會。

- 2009年4月底聖道兒家遷入新址。

- 2009年12月初聖道兒家舉辦搬遷新址感恩茶會。

- 2010年1月聖道兒童之家天母原址標售底價49.7億，並於3月17日以新台幣70.28億元標出。3月，得標人為華固建設。該標案並於當時創下台北市住三用地最高價。

### 書籍
一百三十個真實的故事《簷下燕歸來》(民八十年)
一百三十個真實的故事有《愛才有歌》(民八三年)
《雲彩圍繞的日子》(民九一年)

### 網站
- 聖道兒童之家官方網站 （页面存档备份，存于）
- 財團法人台北市聖道基金會 （页面存档备份，存于）
- 天母感恩堂官方網站 （页面存档备份，存于）

### 資料網頁
- 民視異言堂:永遠的媽媽<<2005.11.19>>[永久]
- TVBS:兒童之家接管　中佈會太平洋兩派口角 （页面存档备份，存于）
- 東森新聞網:身段放軟　呂秀蓮：政府若有錯將虛心檢討(聖道兒童之家40週年慶)[永久]
- 生命力[社會福利:柳暗花明又一村 聖道院裡有春天]
- 生命力[社會福利:聖道兒童之家 充滿愛的家]
- 視障新知詳文:資助流浪兒 章爺爺行善逾20年 （页面存档备份，存于）
- 有人住育幼院 有人找到新家.一樣是地震中失去雙親的孩子 只能等待不一樣的命運擺弄<>《聯合報》[永久]